# اومرو تونیون
اومرو تونیون (به ایتالیایی: Omero Tognon) بازیکن فوتبال و اهل ایتالیا است 

## تیم ملی
از سال ۱۹۴۹ میلادی عضو تیم ملی فوتبال ایتالیا بوده و در ۱۴ بازی ملی حضور داشته‌است. او در بازی‌های ملی‌اش گلی به ثمر نرساند.
اومرو تونیون آخرین بازی ملی خود را در سال ۱۹۵۴ میلادی انجام داد.